# Збережний струм
Збережни́й струм — поняття, що використовується в математичному апараті фізики, для опису процесів перенесення фізичної величини, що зберігається, наприклад електричного заряду. У математичних векторних позначеннях він позначається як величина {\displaystyle j^{\mu }}, яка задовольняє рівнянню неперервності {\displaystyle \partial _{\mu }j^{\mu }=0}. Рівняння неперервності являє собою закон збереження, звідси й походить назва.
Справді, інтегрування рівняння неперервності за об'ємом {\displaystyle V}, з поверхнею, через яку не течуть струми, приводить до закону збереження {\displaystyle {\frac {\partial }{\partial t}}Q=0},
де {\textstyle Q=\int _{V}j^{0}dV} — величина, що зберігається.
У калібрувальних теоріях калібрувальні поля розглядаються спільно зі збережними струмами. Наприклад, електромагнітне поле розглядається спільно з електричним збережним струмом.

## Збережні величини та симетрії
Збережний струм — це потік канонічно спряженої величини, що має неперервну трансляційну симетрію. Рівняння неперервності для збережного струму є математичним формулюванням закону збереження. Прикладами канонічно спряжених величин є:
- час та енергія — неперервна трансляційна симетрія (однорідність) часу передбачає збереження енергії;
- простір та імпульс — неперервна трансляційна симетрія (однорідність) простору передбачає збереження імпульсу;
- простір і кутовий момент — неперервна "обертальна" симетрія (однорідність відносно обертань) простору передбачає збереження кутового моменту.

Збережні струми відіграють надзвичайно важливу роль у теоретичній фізиці, тому що теорема Нетер пов'язує існування збережного струму з існуванням симетрії деякої величини в досліджуваній системі. З практичної точки зору, всі збережні струми є нетерівськими струмами, оскільки існування збережного струму передбачає існування симетрії. Збережні струми відіграють важливу роль у теорії диференціальних рівнянь у частинних похідних, оскільки існування збережного струму вказує на існування інтегралів руху, які необхідні для інтегровності системи. Закон збереження виражається як обернення в нуль 4-дивергенції, де нетерівський заряд утворює нульову складову 4-струму.

## Збережні струми в електромагнетизмі
Збереження заряду, наприклад, у позначеннях рівнянь Максвелла,{\displaystyle {\frac {\partial \rho }{\partial t}}+\nabla \cdot \mathbf {j} =0}де
- {\displaystyle \rho } — густина електричного заряду,
- j — густина струму {\displaystyle \mathbf {J} =\rho \mathbf {v} }

де v — швидкість зарядів.